# Jalila Mezni
Pour les articles homonymes, voir Mezni.
Jalila Mezni est une femme d'affaires et entrepreneure tunisienne. Elle co-fonde et dirige le groupe Société d'articles hygiéniques - Lilas spécialisé dans les protections hygiéniques. 

## Biographie
Jalila Mezni, originaire de Radès, une banlieue sud de Tunis, commence sa carrière professionnelle dans le secteur bancaire. 
En 1994, à l'âge de 26 ans, elle quitte ce domaine et lance la marque Lilas. Sa société SAH Tunisie fait son entrée à la Bourse de Tunis en janvier 2014, avec l'identifiant boursier ISIN TN0007610017.
En 2020, Jalila Mezni est la présidente du conseil d'administration et le principal actionnaire (67 % du capital en 2017) du groupe SAH-Lilas. Jalila Mezni, avec son associé Mounir Jaiez (ancien footballeur), créé la société Azur Papier en 2009 et lance Azur détergents en 2019. En 2020, le groupe SAH-Lilas est la valeur la plus active sur le marché boursier tunisien.
Jalila Mezni étend son activité à l'enseignement et fonde en 2018 deux établissements d'enseignement privé, la Tunisian International School Ezzahra à Ezzahra et la Tunisian International School El Menzah à El Menzah.

## Prix et reconnaissances
En 2015, elle est classée par le magazine américain Forbes parmi les femmes les plus influentes du monde arabe. En 2020, le classement Forbes Middle East 2020 des 100 femmes les plus influentes du Moyen-Orient la place à la 37e position. En mars 2021, le même magazine, dans son édition pour le Moyen-Orient, la classe au 98e rang de son « Top CEOs du MENA ».